# Colinas Esporte Clube
El Colinas Esporte Clube és un club de futbol brasiler de la ciutat de Colinas do Tocantins a l'estat de Tocantins.

## Història
El club va ser fundat el 5 de gener de 2001. Guanyà el Campionat tocantinense l'any 2005.

## Estadi
El club disputa els seus partits com a local a l'Estadi José Wilson Alves Ferreira, anomenat Bigodão. Té una capacitat màxima per a 1.200 espectadors.

## Palmarès
- Campionat tocantinense:
  - 2005